# Parischnogaster strandi
Parischnogaster strandi är en getingart som först beskrevs av François du Buysson 1910.  Parischnogaster strandi ingår i släktet Parischnogaster och familjen getingar. Inga underarter finns listade i Catalogue of Life.